# Mimachlamys sanguinea
Mimachlamys sanguinea is een tweekleppigensoort uit de familie Pectinidae. De wetenschappelijke naam werd gepubliceerd in 1758 door Carl Linnaeus in de tiende editie van Systema naturae.

bruine vorm, rechter Klep
bruine vorm, linker Klep

violette vorm, rechter Klep
violette vorm, linker Klep

var. aurantia, rechter Klep
var. aurantia, linker Klep

var. citrina, rechter Klep
var. citrina, linker Klep